# ヴィクトル2世 (アンハルト＝ベルンブルク＝シャウムブルク＝ホイム侯)
ヴィクトル2世・カール・フリードリヒ（Viktor II. Karl Friedrich von Anhalt-Bernburg-Schaumburg-Hoym, 1767年11月2日 - 1812年4月22日）は、アンハルト＝ベルンブルク＝シャウムブルク＝ホイム侯（在位：1806年 - 1812年）。

## 生涯
アンハルト＝ベルンブルク＝シャウムブルク＝ホイム侯カール・ルートヴィヒと、その妻でゾルムス＝ブラウンフェルス侯フリードリヒ・ヴィルヘルムの娘エレオノーレの間の長男として生まれ、1806年に父が死ぬと後を継いだ。
ヴィクトルが男子をもうけないまま1812年4月に死ぬと、72歳の高齢で未婚の叔父フリードリヒが後継者となったが、同年の12月には亡くなった。アンハルト＝ベルンブルク＝シャウムブルク＝ホイム家の男系はフリードリヒの死に伴い断絶し、そのアンハルト地方の領土は本家のアンハルト＝ベルンブルク侯領に回収された。ただし、一族がナッサウに所有していたホルツァッペル伯領とシャウムブルクに関しては、ヴィクトル2世の長女ヘルミーネが相続した。

## 子女
1793年10月29日、ナッサウ＝ヴァイルブルク侯カール・クリスティアンの娘アマーリエと結婚し、間に4人の娘をもうけた。
- ヘルミーネ（1797年 - 1817年）　1815年、オーストリア大公ヨーゼフ・アントンと結婚
- アーデルハイト（1800年 - 1820年）　1817年、オルデンブルク大公アウグストと結婚
- エンマ（1802年 - 1858年）　1823年、ヴァルデック＝ピルモント侯ゲオルク2世と結婚
- イーダ（1804年 - 1828年）　1825年、オルデンブルク大公アウグスト（次姉アーデルハイトの寡夫）と結婚